# Pont de la Paix (Géorgie)
Pour les articles homonymes, voir Pont de la Paix.
Le pont de la Paix (en géorgien : მშვიდობის ხიდი, mshvidobis khidi) est un pont servant pour les piétons sur le Mtkvari à Tbilissi, capitale de la Géorgie.

## Histoire

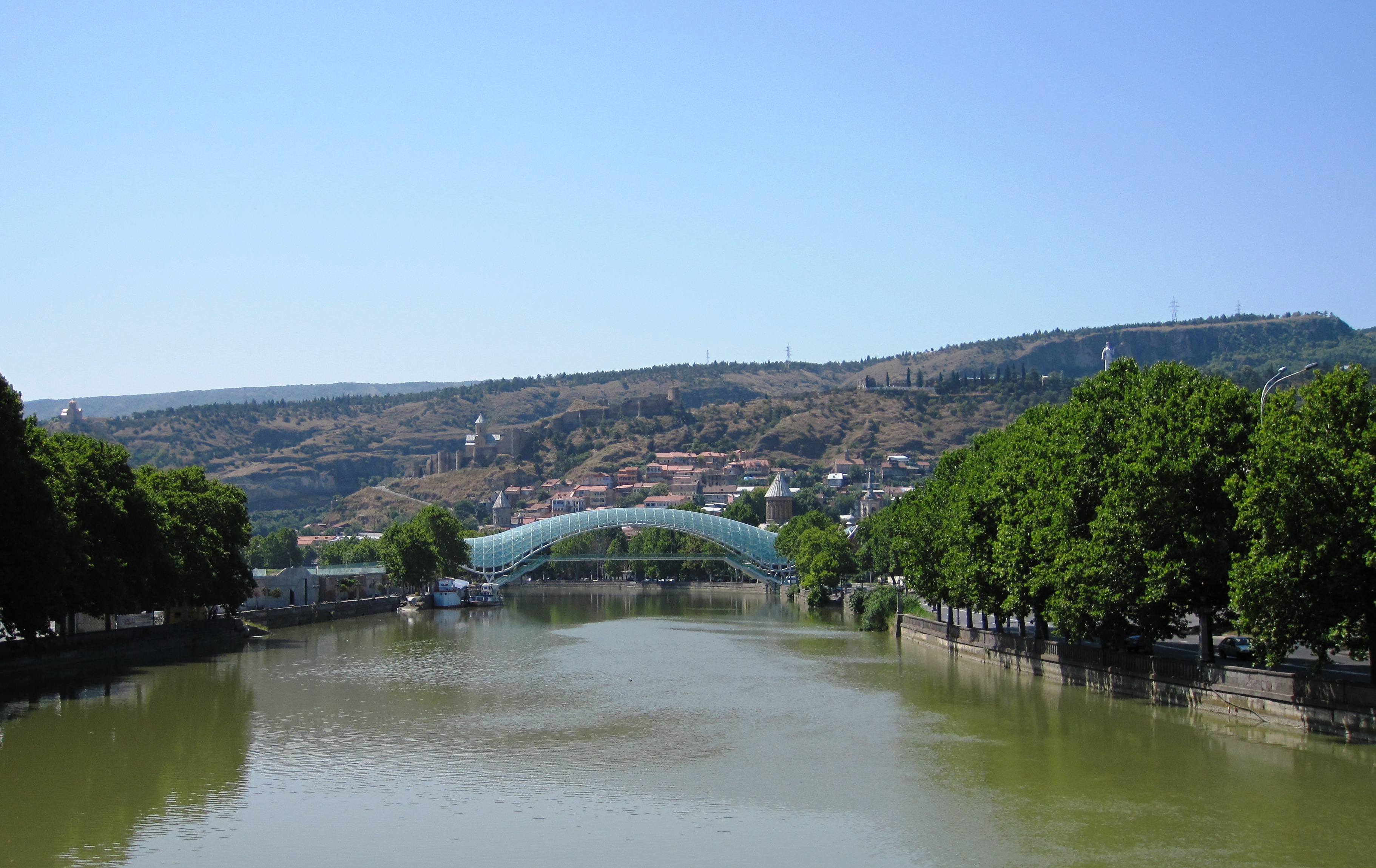
Le pont de la Paix, enjambant la Koura dans la vieille ville.

Le pont a été construit sur le Mtkvari (ou Koura), la mairie de Tbilissi a lancé un appel d'offres pour un pont moderne pouvant relier le Vieux-Tbilissi avec le nouveau district. Il fut officiellement ouvert le 6 mai 2010. Le pont offre une vue sur l'église de Metekhi, Narikala et la statue du roi Vakhtang Gorgassali, fondateur de la ville, d'un côté et le pont Baratachvili et la Résidence présidentielle d'Avlabar.

## Caractéristiques techniques
Cette passerelle a été conçue par l'architecte italien Michele De Lucchi. La société italienne Cimolai SpA a remporté le marché en General contractor, elle a étudié sa faisabilité, l'a dimensionnée et l'a réalisée. 
La passerelle d'une largeur variable entre 12,00 et 19,00 mètres est horizontale à huit mètres au dessus du fleuve. Sa couverture est composée d'une ossature métallique très aérienne en forme d'oméga.